# Мелані Валеріо
Мелані Валеріо (англ. Melanie Valerio, 7 травня 1969) — американська плавчиня.
Олімпійська чемпіонка 1996 року.
Чемпіонка світу з водних видів спорту 1998 року.
Переможниця Пантихоокеанського чемпіонату з плавання 1993, 1995, 1997 років.